# (6514) Torahiko
(6514) Torahiko ist ein Asteroid des Hauptgürtels, der am 25. November 1987 vom japanischen Astronomen Tsutomu Seki am Geisei-Observatorium (IAU-Code 372) entdeckt wurde.
Der Asteroid wurde am 3. Mai 1996 nach dem japanischen Physiker und Schriftsteller Torahiko Terada (1878–1935) benannt.